# 基希耶萨尔
基希耶萨尔是德国梅克伦堡-前波莫瑞州的一个市镇。总面积18.76平方公里，总人口639人，其中男性338人，女性301人（2011年12月31日），人口密度34人/平方公里。